# نهیر الشمری
نهیر الشمری (عربی: نهير محسن زياد الشمري؛ زادهٔ ۱۲ ژوئیهٔ ۱۹۷۶) بازیکن فوتبال اهل کویت بود.
از باشگاه‌هایی که در آن بازی کرده‌است می‌توان به باشگاه ورزشی القادسیه کویت و باشگاه ورزشی السالمیه کویت اشاره کرد.
وی همچنین در تیم ملی فوتبال کویت بازی کرده‌است.